# Detlev Knoll
Detlev Knoll (* 1941/1942) ist ein ehemaliger deutscher Basketballspieler.

## Leben
Der aus Prenzlau stammende Knoll war zunächst Leichtathlet, 1963 kam er zum Basketballsport. Er spielte für den ASK Vorwärts Leipzig (später HSG KMU Leipzig) und wurde mit der Mannschaft in den 1960er und 1970er Jahren insgesamt zehn Mal DDR-Meister. Mit Leipzig trat der 2,04 Meter große Spieler auch im Europapokal der Landesmeister an. Ab 1985 war er Trainer der Herrenmannschaft der HSG KMU Leipzig.
Mit der DDR-Nationalmannschaft nahm er 1967 an der Europameisterschaft in Finnland teil und war während des Turniers mit einem Punkteschnitt von 13,9 je Begegnung bester deutscher Korbschütze.
Knoll spielte noch im Rentenalter Basketball, unter anderem für den SSV Lok Bernau bei der Endrunde der Deutschen Meisterschaft in der Altersklasse Ü65.